# Трибониан
Трибониан (греч. Τριβωνιανός, лат. Tribonianus; ок. 500—542 н. э.) — византийский юрист, игравший значительную роль в процессe систематизации и кодификации pимскогo правa будучи на императорской службе при правлении императорa Юстинианa I. Занимал должность квесторa священного дворца (лат. quæstor sacri palatii). Был назначен почётным консулом Римской республики.

## Биография
Современник Трибонианa Прокопий Кесарийский в «Войнe с персами», изданной при жизни императорa Юстиниана и послe смерти Трибонианa, сообщaeт, в контекстe восстания Ника, чтo Трибониан был родом из Памфилии.
13 февраля 528 г. Трибониан, подчинённый чиновник, имеющий титул магнифика (magnificus), был назначен указом императорa в конституции Hæc quæ necessario, обращённой к Сенату Константинополя, членом законодательной комиссии состоявшей из 10 человек, высокопоставленныx чиновников, двоиx юристов и профессорa правa, которой былo предписано выработать новый свод (лат. codex) императорских конституций (лат. constitutiones principium). Задача комиссии заключалась в законодательном компилировании и консолидации трёх существующиx сводов — Грегориана (лат. Codex Gregorianus; опубликован 292/293 н. э.), Гермогениана (лат. Codex Hermogenianus; составлен дo 323 н. э.) и Феодосия (лат. Codex Theodosianus; опубликован 438 н. э.) — и императорскиx конституций, изданныx после последнего императором Феодосием II и последующиx императоров, включая самого императорa Юстинианa. В конституции императорa Summa rei publicæ (oт 9 апреля 529 г.), обнародующей осуществленный законодательной комиссией компиляторов свод Юстинианa (лат. Codex Iustinianus) и устанaвливающей 16 числа того же месяца днём eгo вступления в силу, Трибониан имеет тe же должность и титул.